# 張俞
張俞（?—?），字少愚，一字叔才，號白雲居士。益州郫（今四川成都郫都区）人。宋代詩人。
祖籍河东（今山西），“雋偉有大志，遊學四方，屢舉不第”，仁宗寶元初年（1039年），曾上書論邊防事。慶曆元年（1041年），宰相呂夷簡推薦為秘書省校書郎，他把官職讓父，隱居青城山白雲溪（杜光庭晚年居所），六詔不仕，遨游天下山水三十餘年，晚年杜门著书。有《白雲集》三十卷，已佚。妻蒲芝，贤而有文，張俞卒後，为之诔曰：“高视往古，哲士实殷，施及秦汉，余烈氛氲。挺生英杰，卓尔逸群，孰谓今世，亦有其人。其人伊何？白云隐君。……”。《宋史》卷四五八、《東都事略》卷一一八有傳。